# Arthur Schnabel
Arthur Schnabel (Schweigen, 1948. szeptember 16. – Cancún, Mexikó, 2018. október 22.) olimpiai bronzérmes német cselgáncsozó.

## Pályafutása
Részt vett az 1976-os montréali olimpián, ahol helyezetlenül végzett. Az 1984-es Los Angeles-i olimpián bronzérmes lett abszolút kategóriában. 1976 és 1982 között négy Európa-bajnoki bronzérmet szerzett.

## Sikerei, díjai
- Olimpiai játékok
  - bronzérmes: 1984, Los Angeles (abszolút kategória)
- Európa-bajnokság
  - bronzérmes (4): 1976, 1977, 1981, 1982